# Bolos en los Juegos Suramericanos de 2010
Se detallan los resultados de las competiciones deportivas para la especialidad de Bolos
en los IX Juegos Suramericanos.

## Bolos
El campeón de la especialidad Bolos fue  Colombia.

### Medallero
Los resultados del medallero por información de la Organización de los Juegos Medellín 2010
fueron:

#### Medallero total
País anfitrión en negrilla. La tabla se encuentra ordenada por la cantidad de medallas de oro
| Núm.  | País                  | Oro | Plata | Bronce | Total | Orden por Total |
| ----- | --------------------- | --- | ----- | ------ | ----- | --------------- |
| 1     | Colombia              | 14  | 5     | 2      | 21    | 1               |
| 2     | Venezuela             | 1   | 7     | 5      | 13    | 2               |
| 3     | Argentina             | 0   | 2     | 1      | 3     | 4               |
| 4     | Brasil                | 0   | 1     | 6      | 7     | 3               |
| 5     | Antillas Neerlandesas | 0   | 0     | 1      | 1     | 5               |
| 5     | Aruba                 | 0   | 0     | 1      | 1     | 5               |
| TOTAL | TOTAL                 | 15  | 15    | 16     | 46    |                 |

Fuente: Organización de los IX Juegos Suramericanos Medellín 2010

#### Medallero por género
País anfitrión en negrilla. La tabla se encuentra ordenada por la cantidad de medallas de oro
| Clasificación por Oro | País                  | Hombres | Hombres | Hombres | Hombres | Mujeres | Mujeres | Mujeres | Mujeres | Mixtos | Mixtos | Mixtos | Mixtos | TOTAL | Clasificación por Total |
| Clasificación por Oro | País                  |         |         |         | Total   |         |         |         | Total   |        |        |        | Total  | TOTAL | Clasificación por Total |
| 1                     | Colombia              | 7       | 3       | 1       | 11      | 6       | 2       | 1       | 9       | 1      | 0      | 0      | 1      | 21    | 1                       |
| 2                     | Venezuela             | 0       | 2       | 3       | 5       | 1       | 5       | 2       | 8       | 0      | 0      | 0      | 0      | 13    | 2                       |
| 3                     | Argentina             | 0       | 1       | 1       | 2       | 0       | 0       | 0       | 0       | 0      | 1      | 0      | 1      | 3     | 4                       |
| 4                     | Brasil                | 0       | 1       | 1       | 2       | 0       | 0       | 4       | 4       | 0      | 0      | 1      | 1      | 7     | 3                       |
| 5                     | Antillas Neerlandesas | 0       | 0       | 1       | 1       | 0       | 0       | 0       | 0       | 0      | 0      | 0      | 0      | 1     | 5                       |
| 5                     | Aruba                 | 0       | 0       | 0       | 0       | 0       | 0       | 1       | 1       | 0      | 0      | 0      | 0      | 1     | 5                       |
| TOTAL                 | TOTAL                 | 7       | 7       | 7       | 21      | 7       | 7       | 8       | 22      | 1      | 1      | 1      | 3      | 46    |                         |

Fuente: Organización de los IX Juegos Suramericanos Medellín 2010

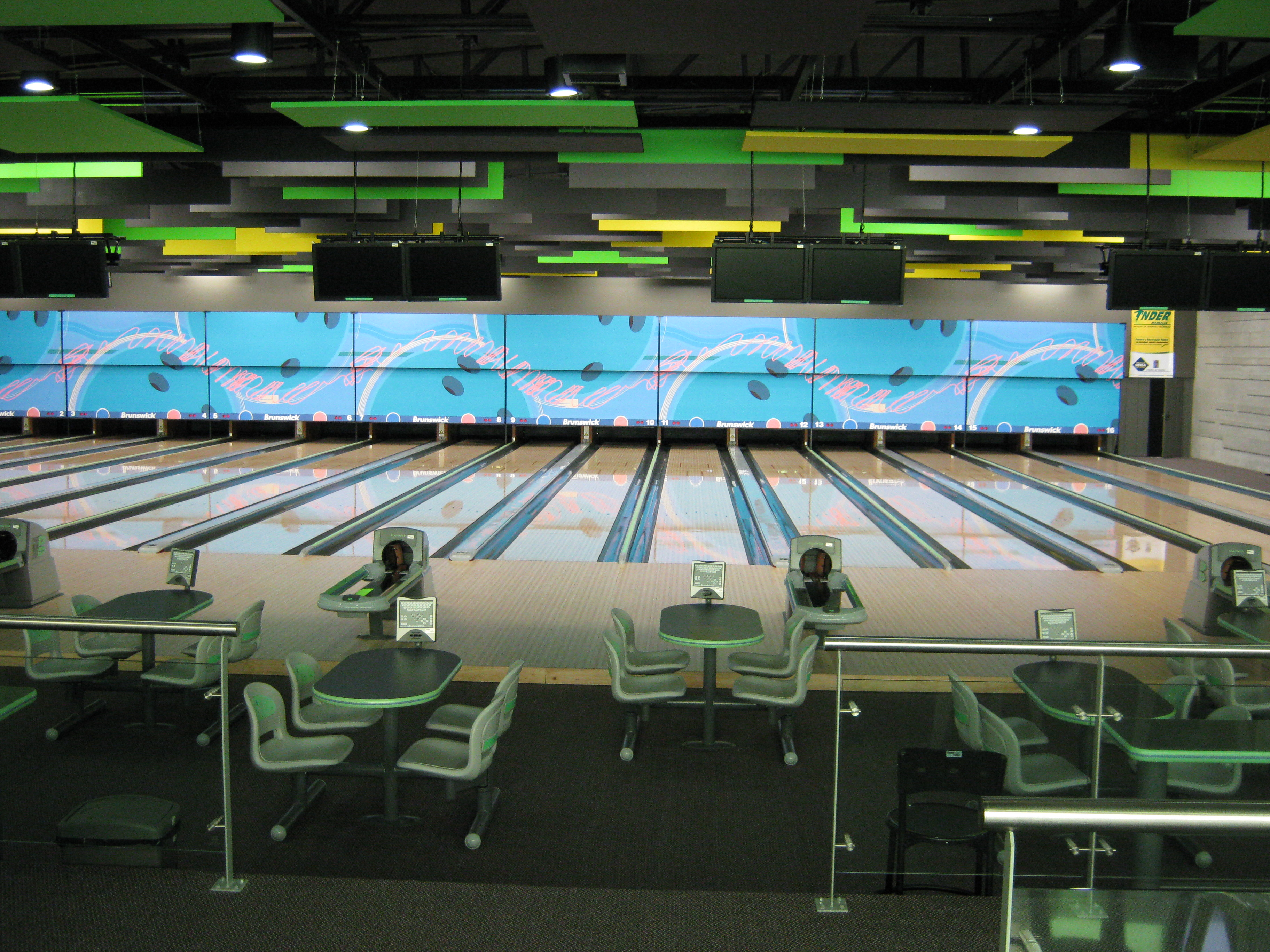
Bolera Municipal en la Unidad Deportiva Andrés Escobar